# Euphyia synchora
Euphyia synchora là một loài bướm đêm trong họ Geometridae.